# Новосёлов, Максим
Максим Новосёлов (род. 15 мая 1973 года, Челябинск) — российский самбист и боец смешанных единоборств, чемпион Европы по боевому самбо и смешанным единоборствам.

## Биография
Несколько месяцев служил в Нагорном Карабахе военным инструктором. После возвращения стал участвовать в подпольных боях без правил. В начале 1990-х годов участвовал в криминальных разборках. В 1993 году был осуждён на 14 лет колонии по обвинению в убийстве. В заключении продолжал участвовать в подпольных боях.
Через неделю после освобождения уже участвовал в боях. В Японии ему дали прозвище «Безумный Макс». В 2012 году был осуждён на три с половиной года за покровительство наркобизнеса.
Во время заключения сумел убедить руководство колонии в необходимости создания условий для занятий спортом. Осуждённые приспособили два помещения для тренировок и оборудовали их самодельными тренажёрами. Под руководством Новосёлова тренировалось 40 заключённых.
Михаил Кокляев снял репортаж о его секции «Реальная качалка». Выпуск о секции Новосёлова посмотрели несколько миллионов человек.
Провёл 14 боёв на профессиональном уровне. В начале карьеры в смешанных единоборствах одержал лишь одну победу в первых четырёх боях, но впоследствии после многолетнего отсутствия в клетке (провёл лишь один поединок между 2008 и 2016 годами) одержал 10 побед кряду, завершив все в первом раунде. Почти для всех соперников бой с Новосёловым был дебютным в профессиональном ММА, и для многих единственным, за исключением лишь Джимми Амбриса.
29 июня 2019 года должен был состояться бой Новосёлова с Вячеславом Дациком. Однако 16 июня Дацику сломали челюсть в турнире True Gym Fights и бой пришлось отменить.

## Скандалы
В 2022 году его арестовали на 2 месяца по обвинению в изнасиловании 18-летней девушки. На втором слушании дела суд продлил заключение в СИЗО ещё на 6 месяцев согласно интервью адвоката Новосёлова. 15 декабря 2022 года признан виновным Тушинским судом Москвы и приговорён к 5 годам строгого режима. Свою вину Новосёлов не признал. Не отсидев и половину срока 8 мая 2024 года вышел на свободу по системе освобождения исправительно-трудовые работы и подписал контракт с Министерством обороны, о чём признался в выпуске Святослава Коваленко на канале KOVALENKO.
Михаил Кокляев снял второй репортаж с Новоселовым для своего ютуб канала «Реальная Качалка».

## Участие в поп-ММА
До осуждения в декабре 2022 года участвовал в боях поп-ММА

## Статистика боёв
| Боёв 14  | Побед 11 | Поражений 2 |
| -------- | -------- | ----------- |
| Нокаутом | 8        | 1           |
| Сдачей   | 3        | 0           |
| Решением | 0        | 1           |
| Ничьи    | 1        | 1           |

| Результат | Рекорд | Соперник             | Способ                                    | Турнир                                                                  | Дата                 | Раунд | Время | Место                   | Примечание |
| --------- | ------ | -------------------- | ----------------------------------------- | ----------------------------------------------------------------------- | -------------------- | ----- | ----- | ----------------------- | ---------- |
| Победа    | 11-2-1 | Андрей Дрогомарецкий | Техническим нокаутом (удары)              | MMA Series 22 - Fighting Championship Pankration                        | 12 декабря 2020 года | 1     | 1:13  | Россия, Калининград     |            |
| Победа    | 10-2-1 | Игорь Кузнецов       | Техническим нокаутом (удары)              | WTKF 5: Харитонов - Родригес                                            | 23 февраля 2020 года | 1     | 1:45  | Беларусь, Минск         |            |
| Победа    | 9-2-1  | Александр Алексич    | Техническим нокаутом                      | Fight Championship Aslan                                                | 29 июня 2019 года    | 1     | 1:10  | Россия, Калининград     |            |
| Победа    | 8-2-1  | Александр Зачёсов    | Техническим нокаутом                      | Wolf Fights Shvatka 7                                                   | 8 сентября 2018 года | 1     | N/A   | Россия, Москва          |            |
| Победа    | 7-2-1  | Артем Щукин          | Сабмишном (удушение гильотиной)           | Professional Combat Sambo The Day of Victory in the Great Patriotic War | 4 мая 2018 года      | 1     | 0:53  | Россия, Нижний Новгород |            |
| Победа    | 6-2-1  | Игорь Кузнецов       | Нокаут (удары)                            | FightPro / Sarychev Power Expo — Battle for Moscow                      | 30 апреля 2018 года  | 1     | 1:23  | Россия, Москва          |            |
| Победа    | 5-2-1  | Евгений Сибаков      | Нокаут (удар ногой в голову)              | Alliance Fighting Championships — Battle of Titans                      | 22 апреля 2017 года  | 1     | 0:30  | Россия, Курск           |            |
| Победа    | 4-2-1  | Джимми Амбрис        | Техническим нокаутом (остановка доктором) | Titov Boxing Promotion Shtyrkov vs. Rodriguez                           | 9 сентября 2016 года | 1     | 3:30  | Россия, Екатеринбург    |            |
| Победа    | 3-2-1  | Евгений Свиридов     | Сабмишном (удушение сзади)                | Pride Fighting Show The Stars of World MMA                              | 23 апреля 2016 года  | 1     | 1:16  | Россия, Нижний Новгород |            |
| Победа    | 2-2-1  | Влад Айбулатов       | Сабмишном (удушение север-юг)             | MFC — Mix Fight Combat                                                  | 6 мая 2010 года      | 1     | 1:57  | Россия, Кстово          |            |
| Ничья     | 1-2-1  | Тельман Шерифов      | Решением                                  | KSF — Kstovo Sambo Federation                                           | 6 ноября 2008 года   | 2     | 5:00  | Россия, Нижний Новгород |            |
| Поражение | 1-2    | Кармело Молина       | Техническим нокаутом                      | FOL — Team Europe vs. Team Russia                                       | 29 августа 2008 года | 1     | 0:00  | Россия, Пермь           |            |
| Победа    | 1-1    | Эверт Файит          | Техническим нокаутом                      | Rings Russia — CIS vs. The World                                        | 20 августа 2005 года | 1     | 0:00  | Россия, Екатеринбург    |            |
| Поражение | 0-1    | Милко Вурн           | Решением                                  | M-1 MFC — Mix-Fight                                                     | 10 апреля 2004 года  | 2     | 5:00  | Россия, Санкт-Петербург |            |